# Джек Річер (персонаж)
Джек Річер (англ. Jack Reacher; 29 жовтня 1960) — протагоніст серії романів та оповідань, написаних англійським письменником Лі Чайлдом. Джек Річер був колишнім майором військової поліції, що вийшов у відставку у віці 36 років, (зріст — 195 см (6 футів і 5 дюймів), вага — 100...113 кг (220...250 фунтів)), блакитні очі. Має численні шрами, у тому числі від осколкового поранення в живіт в Бейруті і кульового в груди.

## Біографія

### Дитинство
Джек Річер народився 29 жовтня 1960 року на військовій базі в Західному Берліні. Батько — Стен Річер, капітан корпусу морської піхоти США, помер в 1988 році. Мати — Жозефін (Жозі) Річер (до шлюбу Мутьє), француженка, учасниця руху опору у Франції під час Другої світової війни, померла від раку в Парижі в 1990 році. Дід по материнській лінії — Лоран Мутьє, паризький майстер по ремонту меблів, брав участь у Першій та Другій світових війнах, помер в 1974 році в Парижі у віці 90 років. Старший брат — Джо Річер, служив у військовій розвідці, потім в Міністерстві фінансів США, загинув в 1997 році, розслідуючи справу про фальшиві гроші. Брата в сім'ї і в школі називали по імені, Джека — чомусь тільки на прізвище: «Ніхто не знав чому, але його сім'я складалася з Стена, Жозі, Джо і Річера, і так було завжди». Обидва брати з дитинства вільно володіли французькою мовою — рідною мовою матері.
Через постійні переводи батька на різні військові бази дитинство Джека і його брата пройшло в різних точках земної кулі. Незважаючи на те, що Джо був старшим, Джек був безстрашним і завжди заступався за брата. Під час проходження психологічного тесту, Джек виявився єдиною дитиною, яка не злякалась, а кинувся назустріч небезпеці.
У 1974 році батька Джека переводять з Гаваїв на Окінаву. Там Річер розкриває пропажу книги з кодами. Подробиці події описані в оповіданні «Другий син».
У липні 1977 року в Нью-Йорку Річер допомагає агенту ФБР Джилл Хемінгуей розібратися з наркоторговцями і зустрічає серійного вбивцю Девіда Берковіца. Тоді ж він вирішує вступити на службу у військову поліцію. Подробиці події описані в оповіданні «Жара».

### Служба в армії
Як батько і старший брат, Річер вирішує служити в армії США. Після чотирьох років навчання закінчує Військову академію США у Вест-Пойнті, штат Нью-Йорк. 13 років відслужив у військовій поліції, в званні майора командував елітним 110-м підрозділом військової поліції. Нагороджений Срібною зіркою, медаллю «За бездоганну службу», орденом «Легіон пошани», Солдатською медаллю, Бронзовою зірки і Пурпуровим серцем.
У 1986 році Річер в званні капітана розслідує витік інформації з виробництва нової снайперської гвинтівки. Події описані в оповіданні «В глибині душі». У 1989 році вже майором Джек розслідує вбивство підполковника Кароліни Кроуфорд, яка розробила нову доктрину щодо Близького Сходу (оповідання «Маленькі війни»). У 1990 році Річер розкриває змову проти політики скорочення бронетанкових військ США, але його понижують до капітана (роман «Ворог»). У 1991 році він розслідує справу снайпера Джеймса Барра, який застрелив чотирьох людей в Кувейті («Один постріл»). Також, в званні капітана Джек Річер усуває радянського шпигуна. У 1996 році майор Річер під прикриттям підвищення кваліфікації займається розслідуванням угоди на 100 мільйонів доларів в Гамбурзі («Вечірня школа»), а в 1997 році викриває злочинну діяльність офіцера і його батька-політика, після чого подає у відставку («Справа»).

### Після відставки
У 1997 році  Джек Річер починає подорожувати країною автостопом чи громадським транспортом ніде надовго не зупиняючись. Він викриває групу фальшивомонетників, які вбили його брата Джо. Події описані в романі «Поверх смерті». Наступний роман «Ціною власного життя» розповідає про те, як Річер запобігає терористичному акту в Сан-Франциско. Далі, Річер розкриває справжню особистість бізнесмена, який займається рейдерством («Пастка») і знаходить серійного вбивцю жінок, які служили в армії («Пошук всліпу»).
Ведучи кочовий спосіб життя, Джек Річер виявляється втягнутим в різні конфліктні ситуації та неприємності. У романі  «Криваве ехо» він допомагає молодий латиноамериканці, яку б'є власний чоловік, розкриваючи вбивство незаконних мігрантів. У книзі «Без права на помилку» Річер консультує Секретну службу США, допомагаючи налагодити охорону віце-президента, і виявляє людей, які готують замах на нього. Потім він знищує свого давнього супротивника, якого вважав мертвим, який займається контрабандою зброї («Спосіб переконання»), розправляється з членами російської мафії («Один постріл»), допомагає жінці і її дочки, яка втекла від чоловіка-вбивці («Важкий шлях»), разом з колишніми товаришами по службі розплутує справа про постачання зброї терористам («Суцільні проблеми та неприємності»), ламає плани глави міста Діспейр в Колорадо («Немає що втрачати») і знешкоджує терористів («Я піду завтра»).
Він купує новий одяг кожні кілька днів викидуючи ношений в сміття, довгий час єдине, що він має завжди це зубна щітка. В пізніших романах він використовує дебетову картку знімаючи кошти з свого банківського рахунку, але старається уникати іншої техніки такої як мобільні телефони. Він любить пити каву.

## Здібності і навички
Джек Річер володіє вродженої спостережливістю, відшліфованою за роки служби у військовій поліції, і блискучими аналітичними здібностями. Розвинена емпатія допомагає йому розбиратися в людях, впевнено і, як правило, безпомилково передбачати їхню поведінку. Чудово рахує подумки і дуже любить це заняття. Під час служби він набуває здатність орієнтуватися в часі без годинника, в тому числі прокидатися в потрібний час без будильника з точністю до хвилини. Там же він навчився рукопашного бою (пройшов всі курси єдиноборств, які тільки могла запропонувати армія), розумітися на зброї і влучно стріляти. Серед його трофеїв — кубок Вімблдону для снайперів, єдиний випадок, коли представник військової поліції обіграв морських піхотинців. Річер погано водить автомобіль, у нього навіть немає посвідчення водія. Оскільки військовий поліцейський має справу з навченими військовими (зелені берети, рейнжери, морські піхотинці), які є навченими вбивцями, він має бути швидшим, сильнішим, вправнішим за них, тому Річера вчили ще краще. Він не застосовує жодних прийомів у стилі кунфу, просто завдаючи удари ліктями, ногами та коронний — головою.
Він також мислитель, інтелектуал, здатний цитувати Ніцше. «Він як горила, яка вміє малювати», — каже Чайлд.

## Кредо
Він регулярно вступає в сутички з кількома супротивниками, впевнений, що двоє проти одного ніколи не є проблемою. Він хороший хлопець, який зі своєю схильністю до насильства дуже близький до поганого хлопця. Він є мандрівним лицарем в тому значенні, що захищає слабких і несправедливо ображених, інколи це може бути Уряд США. Якщо потрібно вдарити супротивника він поб'є його  навіть, якщо той лежить на землі, а якщо потрібно застрелити в спину він зробить це. Він реаліст, а не герой.

## Особисте життя
Джек Річер ніколи не був одружений, однак, він часто заводить романи — як правило, з одним з головних жіночих персонажів чергової книги, що ненав'язливо нагадує про «дівчат Бонда».
Серед його жінок були: лейтенант Саммер («Ворог»), помічник радника з національної безпеки Меріан Сінклер («Вечірня школа»), шериф Елізабет Деверо («Справа»), офіцер поліції Елізабет Роско («Поверх смерті»), агент ФБР Холлі Джонсон («Ціною власного життя»), Джоді Гарбер-Джейкоб — дочка полковника Леона Гарбера, під керівництвом якого служив Річер («Пастка» і «Пошук всліпу»), агент ФБР Ліза Харпер («Без права на помилку»), агент секретної служби Мері Еллен Фроліх («Без права на помилку»), федеральний агент Сюзен Даффі («Спосіб переконання»), бригадний генерал Ейлін Хаттон («Один постріл»), колишній агент ФБР Лорен Полінг («Важкий шлях»), колишня товаришка по службі Річера по 110-му підрозділу Карла Діксон («Суцільні проблеми та неприємності»), офіцер поліції Воен («Немає що втрачати»), детектив нью-йоркської поліції Тереза Лі («Я піду завтра»), майор військової поліції Сьюзен Тернер («Не відступай»), агент ФБР у відставці Мішель Чан («Нездоланний»), майор армії США у відставці Серена Роуз Сандерсон («Опівнічна лінія»). Жодну з них він пристрасно не кохає, окрім однієї, але ставиться з повагою та захопленням. Він не може залишитись з ними і осісти, тому йде далі.

## Образ в кінематографі
Том Круз грав роль Джека Річера двічі: у фільмах «Джек Річер» (2012) і «Джек Річер: Не відступай» (2016). Відмінність зовнішності актора від персонажа романів отримала багато негативних відгуків. Однак сам Лі Чайлд позитивно відгукувався про Річера, зіграний Крузом, йому було важливіша якісна подібність, а не зовнішня.
У 2022 році роль Джека Річера зіграв Алан Річсон у телесеріалі Річер від Amazon Prime.

## Різне
У 2014 році журнал Forbes назвав Джека Річера "Найсильнішим брендом у видавництві".